# Glen Affric Lodge

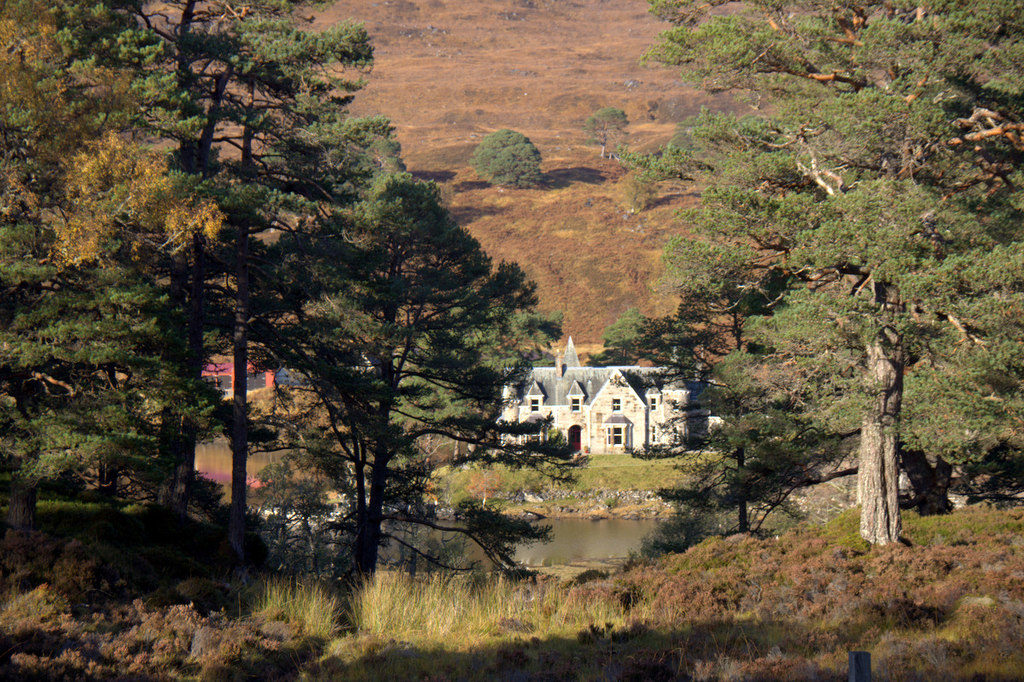
Glen Affric Lodge

Die Glen Affric Lodge, auch Glen Affaric Lodge, ist eine Villa am Loch Affric in der schottischen Council Area Highland. 1971 wurde das Bauwerk in die schottischen Denkmallisten in der Kategorie B aufgenommen. Die Aufnahme in die höchste Denkmalkategorie A erfolgte 1992. Erbauer des Jagdsitzes war der liberale Politiker Lord Tweedmouth, der auch als Erstzüchter des Golden Retrievers gilt.

## Beschreibung
Lord Tweedmouth betraute das in Elgin ansässige Architekturbüro von Alexander und William Reid mit der Planung der Villa. Das asymmetrisch aufgebaute Gebäude weist Merkmale des Schottish-Baronial-Stils auf und wurde 1871 errichtet. Es befindet sich im Glen Affric am Nordufer des Loch Affric an dessen östlichem Ende. In einer dünnbesiedelten Region der Highlands gelegen, befinden sich mit Cannich und Fort Augustus die nächsten größeren Siedlungen 18 Kilometer nordöstlich beziehungsweise 24 Kilometer südöstlich.
Das Mauerwerk des zweigeschossigen Gebäudes besteht aus grauen Granitquadern. Das Hauptportal befindet sich an der Nordseite. Der Bauteil läuft als zweigeschossiger Turm mit steil geneigtem Pyramidendach mit gusseiserner Wetterfahne aus. An der langen, dem See zugewandten Hauptfassade befindet sich ein weiteres segmentbogiges Portal. Rechts tritt ein Kreuzgiebel mit abgekanteter Auslucht aus der Fassade heraus. Eine weitere Auslucht tritt aus der westexponierten Giebelseite heraus. Die Südostkante ist mit einem Rundturm mit abschließendem Kegeldach ausgeführt. Im ersten Obergeschoss kragen verschiedentlich Ecktourellen aus. Das Obergeschoss ist mit abgewalmten Lukarnen gestaltet. Sämtliche Dächer sind mit Schiefer gedeckt. Der Kamin ist firstständig.